# Mickey Rourke
Philip Andre (Mickey) Rourke jr. (Schenectady, 16 september 1952) is een Amerikaanse acteur. Hij maakte vooral furore in de jaren tachtig van de 20ste eeuw en verdween vervolgens enkele jaren uit het filmcircuit. Rond de eeuwwisseling en na onder meer een mislukte bokscarrière werkte hij aan zijn terugkeer op het witte doek.

## Biografie

### Jeugd
Philip Andre Mickey Rourke Jr. werd geboren in Schenectady in New York en was de zoon van Ann en Philip Andre Rourke, een bodybuilder. Rourke was van Frans-Ierse afkomst en werd katholiek opgevoed. Na de scheiding van zijn ouders trok Mickey Rourke samen met z'n moeder naar Florida. Daar ging hij naar de Miami Beach Senior High School. In die periode was hij meer geïnteresseerd in sport dan in acteren. Zelf beweerde hij dat hij was opgegroeid in de gevaarlijke buurt Liberty City, al zijn er bronnen die beweren dat hij in Miami Beach woonde.
Hoe dan ook, Rourke begon aan een zelfverdedigingscursus bij de Boys Club of Miami. Hier leerde hij boksen en begon een carrière als amateurbokser. Op 12-jarige leeftijd won hij zijn eerste wedstrijd in de categorie tussen 51 en 54 kg. Hij noemde zichzelf toen Andre Rourke.
Later trok hij naar de bekende gym in 5th Street in Miami en sloot hij zich aan bij de Police Athletic League. In 1969 werd hij even een sparringpartner van Luis Rodriguez, die op dat moment wereldkampioen bij de lichtgewichten was. Rourke beweerde achteraf dat hij er een hersenschudding aan had overgehouden.
In 1971 liep hij opnieuw een hersenschudding op tijdens een bokswedstrijd en dus kreeg hij van de dokters de opdracht om een jaar te stoppen. Rourke gehoorzaamde, maar pikte even later de handschoenen weer op. Uiteindelijk werkte hij tot 1973 nog aan een mooie, niet-professionele bokscarrière. Later zou zijn stiefvader beweren dat deze jeugdige bokscarrière door Rourke verzonnen was.

### Acteercarrière
In 1979 speelde Rourke voor het eerst in een film. Hij had de kleine rol van soldaat Reese in de komische oorlogsfilm 1941 van Steven Spielberg. Een jaar later verscheen hij ook in Heaven's Gate van regisseur Michael Cimino. Deze film flopte en betekende het einde van de filmstudio United Artists. Een jaar later acteerde hij aan de zijde van Kathleen Turner en William Hurt in de thriller Body Heat. Dit wordt algemeen beschouwd als zijn doorbraak.
In de jaren tachtig begon Rourke iets vaker de hoofdrol op te eisen. Zo verscheen hij onder meer aan de zijde van Matt Dillon in Rumble Fish van Francis Ford Coppola. In 1985 werkte hij opnieuw samen met Michael Cimino, ditmaal aan de gewelddadige politiefilm Year of the Dragon, gebaseerd op een scenario van Oliver Stone. Rourke speelde hierin overtuigend de antiheld Stanley White en verkreeg onder meer dankzij deze film het status van sekssymbool in Hollywood.
In 1986 komt zijn volgende film in de zalen: 9½ Weeks. Dit romantisch drama met de nodige erotiek wordt een van Rourkes bekendste films en zeker één van zijn allerbeste. Hij is John, een zoekende beursmakelaar die een affaire begint met de onzekere galerie manager Elizabeth, het personage van Kim Basinger. Achteraf zou Basinger hem vergelijken met 'een menselijke asbak'.
Een jaar later speelt hij de hoofdrol in Angel Heart van Alan Parker, die achteraf stelde dat hij niet kon samenwerken met Rourke. In deze film acteert hij aan de zijde van o.a. Robert De Niro en Lisa Bonet. Voor zijn volgende film, Barfly, ontvangt de acteur lovende kritiek voor zijn rol als alcoholverslaafde schrijver Henry Chinaski, gebaseerd op Charles Bukowski.
De personages die Rourke vertolkte leverden hem in de Verenigde Staten niet altijd een goede naam op. Maar in Europa werd Rourke met open armen ontvangen en vielen zijn vuile, rebelse antiheld-personages in de smaak. Ook in Desperate Hours uit 1990 speelt hij zo'n personage.
Eind jaren tachtig viel Rourke vooral op door de veelzijdigheid van zijn werk. Zo schreef hij het scenario van Homeboy, verscheen hij in een docu-drama en werkte hij samen met David Bowie aan diens album Never Let Me Down. Dit alles kon echter niet belemmeren dat zijn filmcarrière er op achteruit ging. Rourke maakte enkele opmerkelijke filmkeuzes en werd in zijn persoonlijk leven een lastpak. In 1989 scheidde hij van zijn eerste echtgenote, Debra Feuer, waarmee hij in 1981 getrouwd was.
Later bleek ook dat Rourke enkele grote filmrollen naast zich had neergelegd. Zo weigerde hij de rol van Eliot Ness in The Untouchables van Brian De Palma, de rol van Axel Foley in Beverly Hills Cop en de rol van Jack Crawford in The Silence of the Lambs. Verder weigerde hij ook rollen in Platoon, Rain Man, Highlander en Tombstone.

### Bokscarrière
In 1991 besloot Rourke opnieuw te gaan boksen. Hij vond dat hij zelfvernietigend was en geen respect had voor de acteur Rourke. Zijn bokscarrière liep niet van een leien dakje. Onder toezicht van zijn coach, Chuck Zito van de Hells Angels, raakte hij vaak geblesseerd. Zo brak hij onder meer zijn teen, neus, ribben en kaakbeen. Achteraf zou hij toegeven dat hij te oud was om weer te gaan boksen, maar dat hij het toch gedaan had om persoonlijke redenen.
In 1992 trouwde hij met zijn tegenspeelster uit het teleurstellende Wild Orchid (1990), ex-verslaafde en model Carré Otis (San Francisco, 1968). Het huwelijk duurde zes jaar.

### Terugkeer
In 1995 werkte hij verder aan zijn filmcarrière. In 1994 had hij nog de rol van Butch Coolidge in Pulp Fiction geweigerd. Die rol ging uiteindelijk naar Bruce Willis. Na zijn terugkeer in Hollywood moest hij het echter met bijrollen stellen. De grote rollen van weleer werden niet langer aan hem voorgesteld. Uiteindelijk verscheen hij onder meer in de film The Rainmaker van Francis Ford Coppola, Animal Factory van Steve Buscemi, The Pledge van Sean Penn en Get Carter van Sylvester Stallone.
Er waren ook heel wat rollen die amper aan het licht kwamen. In The Thin Red Line werd zijn rol eruit gemonteerd en later speelde hij de hoofdrol in Another 9 1/2 Weeks, een film die heel beperkt werd uitgebracht. In 1999 speelde hij een belangrijke rol in de Vlaamse film Shades van regisseur Erik Van Looy.
De grote terugkeer kwam er pas, nadat hij Robert Rodriguez leerde kennen. Nadat Rourke een rolletje in de videoclip van het liedje Hero van Enrique Iglesias vertolkte, verscheen hij in Once Upon a Time in Mexico van Rodriguez. Later werkten Rodriguez en Quentin Tarantino samen aan Sin City. Rourke speelt in deze verfilming van het bekende stripverhaal de rol van Marv. Sin City betekende zijn terugkeer naar het grote filmpubliek.
In 2008 werkte hij samen met Darren Aronofsky aan de film The Wrestler. Rourke werd alom geprezen voor zijn rol als worstelaar, die ver over zijn top heen is. De film bevat naast de typische elementen van een sportdrama ook enkele opvallende gelijkenissen met Rourkes eigen carrière als bokser en acteur. Mickey Rourke won in januari 2009 een Golden Globe voor deze rol.